# Esfanāj
Esfanāj (persiska: اسفناج, اِسفِناج) är en ort i Iran.   Den ligger i provinsen Zanjan, i den nordvästra delen av landet, 300 km väster om huvudstaden Teheran. Esfanāj ligger 1 454 meter över havet och antalet invånare är 426.
Terrängen runt Esfanāj är platt åt nordost, men åt sydväst är den kuperad.Runt Esfanāj är det ganska glesbefolkat, med 47 invånare per kvadratkilometer. Närmaste större samhälle är Esfajīn, 10,0 km sydost om Esfanāj. Trakten runt Esfanāj består i huvudsak av gräsmarker.